# Aleksej Zelenskij
Aleksej Vladimirovič Zelenskij (in russo Алексей Владимирович Зеленский?; traslitterazione anglosassone Aleksey Vladimirovich Zelensky; 7 marzo 1971) è un ex slittinista russo.
Prima della dissoluzione dell'Unione Sovietica (1991) ha gareggiato per la nazionale sovietica; ai XVI Giochi olimpici invernali di Albertville 1992 ha fatto parte della squadra unificata.

## Biografia
Iniziò a gareggiare per la nazionale sovietica nelle varie categorie giovanili nella specialità del doppio, ottenendo, quale miglior risultato, una medaglia d'argento ai campionati mondiali juniores di Winterberg 1990 in coppia con Al'bert Demčenko, con il quale condivise tutti i suoi risultati anche nella categoria superiore.
A livello assoluto esordì in Coppa del Mondo nella stagione 1990/91 e, dopo la dissoluzione dell'Unione Sovietica, fece parte della squadra russa. Conquistò il primo dei suoi due podi in Coppa il 17 novembre 1991 nel doppio ad Altenberg (2°).
Partecipò a due edizioni dei Giochi olimpici invernali, gareggiando esclusivamente nel doppio: ad Albertville 1992 si classificò all'ottavo posto ed a Lillehammer 1994 colse la settima piazza.
Prese parte altresì a due edizioni dei campionati mondiali, entrambe le volte solo nella specialità biposto: giunse in quinta posizione a Calgary 1993 ed a Lillehammer 1995, in quella che fu la sua ultima competizione a livello internazionale, chiuse la gara al decimo posto.

## Palmarès

### Mondiali juniores
- 1 medaglia:
  - 1 argento (doppio a Winterberg 1990).

### Coppa del Mondo
- 2 podi (tutti nel doppio):
  - 1 secondo posto;
  - 1 terzo posto.